# Raymond Cattell
Raymond Bernard Cattell (n. 20 martie 1905 – d. 2 februarie 1998) a fost un psiholog britanic și american, cunoscut pentru studiile sale psihometrice ale structurii intrapersonale, respectiv pentru explorarea multor zone ale psihologiei empirice. 